# Поречье Медведниковых
Поречье Медведниковых ― усадьба в посёлке Поречье в четырёх километрах от Звенигорода, Московская область. Сохранились главный дом с оранжереями и парк из смешанных пород деревьев. Имение было основано в XVIII веке прапорщиком И. А. Лихаревым, после чего до 1870 года сменила несколько владельцев. В 1870 году усадьба перешла во владение купцов Медведниковых. В 1903 году имение было передано под нужды Московской епархии.

## Описание
Усадьба Поречье расположена в посёлке Поречье в четырёх километрах от Звенигорода, Московская область. На территории имения сохранились двухэтажный главный дом и прилегающие к нему оранжереи и пейзажный парк с регулярной частью из смешанных пород деревьев на берегу Москвы-реки.

## История
Во второй половине XVIII века усадьбу Поречье основал прапорщик И. А. Лихарев. В конце XVIII века владелицей имения была княжна Н. И. Несвицкая. В середине XIX века усадьба принадлежала полковнику А. А. Азаревичу, а с 1870 года ― купцу Ивану Медведникову. В 1890-х годах имение было в собственности его жены Александры, которая передала усадьбу Московской епархии под нужды богадельни для духовных сановников, открытой в 1903 году. В 1896―1900 году на территории усадьбы была возведена церковь по проекту архитектора Ивана Кузнецова, который также создал проект перестройки главного дома, осуществлённый в начале XX века. В усадьбе также работал архитектор А. П. Попов. В 1930-х годах была утрачена усадебная церковь. В 2007 году усадьба была признана объектом культурного наследия России регионального значения.